# Rose rosse per Angelica
Rose rosse per Angelica è un film del 1966 diretto da Steno.

## Distribuzione
La pellicola è stata distribuita nelle sale cinematografiche italiane a partire dal 27 gennaio 1966.